# Малый Заяцкий
Ма́лый За́яцкий — остров на юго-западе Белого моря в Архангельской области. Входит в состав архипелага Соловецкие острова.

## География
Пятый по величине из шести основных островов Соловецкого архипелага. Расположен юго-западнее острова Большой Заяцкий, отделён от него мелководным проливом. Крайняя южная точка — мыс Красный высотой 3 метра.
Северо-восточнее в Соловецком заливе находятся острова Сенные Луды, восточнее — остров Соловецкий. На востоке Заяцкие острова омываются проливом Печаковская Салма, на западе — проливом Западная Соловецкая Салма, в котором расположены Заяцкая мель и острова Топы.